# Willie Ritchie
Gerhardt Anthony Steffen, mais conhecido como Willie Ritchie (São Francisco, 13 de fevereiro de 1891 - Burlingame, 24 de março de 1975) foi um pugilista americano, campeão mundial dos pesos-leves entre 1912 e 1914.

## Biografia
Ritchie fez sua estreia no boxe em 1907 por acaso, enquanto trabalhava no corner de um amigo e foi chamado para substituir um pugilista que não aparecera para uma das lutas preliminares. Temeroso que sua mãe não aprovasse tal atitude, somente aceitou se fosse anunciado sob um nome falso e assim iniciou-se a carreira profissional de "Willie Ritchie".
Entre seus principais feitos em seus primeiros anos figuram sua vitória ante o até então iniciante Jimmy Reagan, futuro campeão dos pesos-galos, além de um êxito contra o futuro campeão dos meios-médios Jack Britton, em um curto embate de 4 assaltos. No entanto, neste mesmo período, também amargurou derrotas para Frankie Burns e Matty Baldwin.
No final de 1911, substituiu de último minuto o campeão mundial dos pesos-leves Ad Wolgast em um embate programado contra Freddie Welsh. Derrotado nos pontos por Welsh, após um total de vinte assaltos, Ritchie teve sua performance elogiada e passou a gozar de maior prestígio depois desse duelo.
Desta forma, Ritchie passou a reclamar incessantemente uma chance de desafiar o título mundial de Wolgast. Os dois lutadores subiram ao ringue pela primeira vez, em um frustrante embate de 4 assaltos, que terminou sem um resultado oficial. Contudo, não tardaria muito para que Wolgast e Ritchie voltassem a se enfrentar e foi assim que, em fins de 1912, os dois subiram ao ringue pela disputa do título mundial dos pesos-leves.
Programada para durar 20 assaltos, a luta entre Wolgast e Ritchie teve seu término abreviado no 16º round, quando Wolgast foi desqualificado pelo árbitro após aplicar dois golpes abaixo da linha da cintura de Ritchie. Declarado vencedor, Ritchie havia se tornado o novo campeão mundial dos pesos-leves.
Ritchie defendeu seu título com sucesso por quase dois anos, suplantando adversários como Mexican Joe Rivers, Leach Cross e Harlem Tommy Murphy, além de uma revanche contra Wolgast. Contudo, em sua quinta tentativa de defesa, acabou perdendo nos pontos para seu antigo conhecido Freddie Welsh.
Após perder seu título em meados de 1914, Ritchie ainda chegou a fazer lutas equilibradas contra oponentes do calibre de Freddie Welsh, Johnny Dundee e Ted Kid Lewis. Abandonou os ringues temporariamente em 1919, após ser nocauteado pelo então campeão dos leves Benny Leonard. Retornou aos ringues em 1923 e 1924, antes de aposentar-se definitivamente em 1927.
Em 2004, Willie Ritchie juntou-se à galeria dos maiores boxeadores de todos os tempos, hoje imortalizados no International Boxing Hall of Fame.